# القصة القصيرة العربية
القصة القصيرة العربيه، ظهرت القصة القصيرة العربية لأول مرة مع تطور المطبعة في القرن التاسع عشر سنه 1870 في الصحف اليومية والمجلات الأسبوعية، ربما لأنها مدمجة بما يكفي ليتم نشرها ويمكن قراءتها دون الكثير من النفقات. وبحلول نهاية القرن التاسع عشر، زادت الصحف والمجلات المصرية واللبنانية والسورية من نشر قصص قصيرة وأقسام الروايات أصلية أو مترجمة، متأثرة بالعالم الغربي ونظرة النضال الإنساني في العالم التي تم توضيحها في الأعمال الأدبية مثل فرانز كافكا. خلال ذلك الوقت، أشار الكتاب العرب إلى هذا النوع من الكتابة الإبداعية باسم Riwaya أو Qissah أو Hikayah للدلالة على أنواع أكثر تحديدًا لما هو معروف ومقبول اليوم باسم القصة القصيرة. مؤلفون مصريون مثل محمد حسين هيكل محمود تيمور، توفيق الحكيم، يوسف إدريس وأثر آخرون على أول قصة قصيرة عربية سورية حديثة. اليوم، العديد من المؤلفين السوريين مثل زكريا تامر، فارس فرزور، غادة السمان، محسن يوسف، و من الاردن الكاتب فخري قعوار والعديد من الآخرين يعتبرون بعض المؤلفين الأكثر تميزا الذين ساهموا كثيرا في تطوير هذا النوع.
ال قصة قصيرة يمكن تصنيفها في ثلاث مراحل مختلفة. الأول هو «المرحلة الجنينية،» (العربية المرحلة الجنينية) مؤرخة من بداية القرن 19th إلى 1914 ؛ أعمال كتاب هذه المرحلة مثل سليم البستاني، لبيب هاشم، خليل جبران، مصطفى لطفي المنفلوطي ووصفت الآخرين بأنها حزن، وأنها تكيفت الغربية قصة قصيرة التقنيات. المرحلة الثانية، والمعروفة باسم «المرحلة التجريبية»، (العربية المرحلة التجريبية) مؤرخة من 1914 إلى 1925، يمكن أن تسمى المرحلة التقليدية، التي نجد فيها محاولات واضحة للأصوات الأصيلة. شعر كتاب هذا النوع الجديد، مثل محمد تيمور وطاهر لاشين وغيرهم، بضرورة دراسة تقنياته في الغرب الأدب والتعامل معها بطريقة غير تقليدية أكثر. وأخيرا، «المرحلة التكوينية» (العربية افتتحه محمود تيمور، الذي يمتد من عام 1925 إلى الوقت الحاضر، حيث ظهر أسلوب سردي جديد يؤكد على التطور والتحليل النفسي للشخصيات في القصص مع نهج أكثر واقعية.
في، وال قصة قصيرة حققت مستوى متميز من التأريض في خصائص فنية محددة، بما في ذلك الإصرار على أن تكون قصيرة في الطول، تشمل إطارا زمنيا قصيرا، وجود تفاصيل نقدية وعميقة، مكتوب في النثر اللغة، وجود الحد الأدنى من الشخصيات، ونقل نهاية غامضة مما يترك القارئ لخياله وتفسيره.